# 噶玛厦赞康
噶玛厦赞康（Karma-sha Tsen-khang），位于西藏自治区拉萨市城关区，是一座藏传佛教格鲁派寺院。该寺为噶玛厦护法驻锡及降神之所。

## 历史
“赞康”是指供奉“赞”的地方。“赞”或“赞神”是指一种凶猛的神。实际“赞”（或者说大部分“赞”）与人类一样都是在六道轮回中的众生，其中大多本属厉鬼，后被佛教高僧感化或者降伏，从而成为护持佛法的凶猛的世间护法。“赞”并非佛、菩萨等圣众，亦非吉祥天母、玛哈噶拉等出世间护法，故不属佛教徒皈依之对象。佛教徒不会皈依并顶礼世间护法，仅适当进行供养，向其请求世俗愿望。拉萨老城区内，有无数赞康，其中围绕大昭寺有所谓“四大赞康”，分别位于大昭寺东、西、南、北四个方向，分别是：东方的噶玛厦赞康，南方的绕赛赞康，西方丹吉林寺内的孜玛热护法殿，北方的达布林赞康。四座赞康均为三层建筑，由格鲁派重要寺院负责管理，并且都与桑耶寺的护法殿有渊源。
从帕拉府邸东面的侧门出来，便是铁崩岗社区内唯一的佛寺噶玛厦赞康。噶玛厦赞康位于吉日四巷附近。走出木如寺后，横穿北京路，穿过对直的巷子，可见一幢黄色的房子，便是噶玛厦赞康。从八廓东北角的幡柱处进入措纳巷，走到尽头的吉日一巷，右侧第一个巷口是与措纳巷的朝向相同的翁堆兴卡巷，进入该巷走到尽头，右侧的黄色建筑物便是噶玛厦赞康的后墙，之后绕到该庙的正前方便可进入。
“噶玛”意为“东方”。该寺是色拉寺的属寺。该寺本来由噶玛噶举派创建并管辖，该寺名称中的“噶玛”便源于此。15世纪中期，第七世噶玛巴曲扎嘉措在拉萨东郊兴建了一座规模很大的噶玛新寺，以与色拉寺、哲蚌寺抗衡。噶玛厦即曲扎嘉措在拉萨的宅邸。此后15世纪至16世纪，该寺是历代噶玛噶举派的噶玛巴在拉萨的府邸。
1642年，五世达赖在固始汗的支持下，推翻了信奉噶玛噶举派的藏巴汗，十世噶玛巴曲英嘉措逃往云南，噶玛新寺被摧毁，噶玛厦被没收。此后，噶玛厦改由色拉寺昧院管理，变成了色拉寺的护法神殿，选派了一位神巫在噶玛厦降神，这就是第一位噶玛厦神巫（吹仲）。
据说当年大昭寺发生大火，乃琼寺乃琼护法念经作法无果，最终噶玛厦赞康举办法事活动才熄灭了大火，由此坊间有了噶玛厦赞康是“西藏消防大队”的谈资。
文化大革命之后，1990年色拉寺修复了该寺并重新开放。

## 建筑
噶玛厦赞康是座很小的寺庙，且与民居混杂。院子内除了有煨桑炉之外，还有不少花草。一层是民居，二层是噶玛厦赞康的佛殿。
噶玛厦护法是工匠的保护神。历史上该寺香火旺盛，受到工匠、流浪艺人、乞丐等底层民众信奉。该寺主供护法为独眼的“恰赤坚齐”（又译“恰赤坚赞”），该护法和色拉寺昧院的不共护法“塔乌”有从属关系。
噶玛厦赞康内挂有“乌格”，为一个像胃的牛皮袋，据说人临死时的最后一口气都会被装入。每年，这个“乌格”必须被送往桑耶寺的护法殿一次。达布林赞康过去也挂有一个“乌格”，但现已无存。噶玛厦赞康的殿内还供奉有名叫“嘎热干布”的神，专收人的灵魂。
与佛殿侧门相连通的房子中住有居民，故不时有人从门内出来。2009年时，据说平时来此的人不多，寺内只居住有两名喇嘛。
噶玛厦赞康北面的街巷，是翁堆兴卡市场的所在地。如今已改铺石板，城关区幼儿园坐落在此。翁堆兴卡曾经是拉萨知名的大市场，为骡马、毛驴的主要交易地。

## 噶玛厦护法
噶玛厦护法（藏语“吹仲”意为护法，是一种神巫）并非乃琼、拉穆一般的大神巫，不能直接为达赖及噶厦降神宣谕。但噶玛厦神巫是色拉寺的神巫，色拉寺是拉萨三大寺之一，政教地位显赫，故噶玛厦神巫也很重要。噶玛厦神巫是色拉寺掌印大喇嘛及全体僧众的宣谕神巫。由于噶玛厦的神灵被视为拉萨的山水土地及财富的守护者，噶玛厦神巫也替朗孜厦的差役，以及由热结巴、边顿巴、阿古洛桑等组成的丐帮，还有背尸人、流浪艺人等下层市民降神问卜，所以拉萨市民很多都崇信噶玛厦，几乎拉萨每个街区都有民众自发组织的噶玛厦“拉米”团体，意为噶玛厦神的信徒们。
清朝初年的《卫藏通志》载：
噶玛厦寺在大昭东半里许。寺内塑神像，狰狞恶煞，内居护法，乃喇嘛装束，仍娶妻生子，世传其术，即内地之巫类也。每月初二、十六日下神，头戴金盔，上插鸡羽，高约二三尺，穿甲，背插小旗五面，周身以白哈达结束，足穿虎皮靴，手执弓刀，登坐法坛，凡人叩问吉凶，托神言判断祸福，出则人从装束鬼怪，执旗鸣鼓钹导引之。
附体在噶玛厦神巫身上的，是護法夏巧古依杰布（东方身之王）的部将“恰赤坚齐”（又译“恰赤坚赞”）。据说，西藏的总护法白哈尔，因藏地百姓求神日益增多，白哈尔便将自身化为五个身子，藏语称“古安”，意为“五身”。五身分别为东方身之王，北方事业王，南方智慧王，西方心之王，中央意之王。这五王也事务繁忙，故经常派部将代替。东方身之王又称“托乌”（又译“塔乌”），是色拉寺麦扎仓的首席護法，每年仅在最重要的日子才附体噶玛厦神巫。平日则由部将“恰赤坚齐”（意为“一目万鸟”）附体。恰赤坚齐只有一只眼睛，却可看清天上一万只鸟，分辨每只鸟的雌雄，故其对人间善恶洞察清楚。
噶玛厦神巫由男性的持戒僧人担任。圆寂后，色拉寺会采取赛神的办法，寻找新的噶玛厦神巫。
藏历每月初二日，是噶玛厦神巫例行降神宣谕之日。拉萨市民特别是丐帮、朗孜厦的差役、背尸人等等，都来问卜、供养。
噶玛厦神巫每年藏历四月初开始修炼，与神灵沟通。每年藏历五月十五日卓林吉桑节（世界烟祭日、煨桑节），噶玛厦神巫被色拉寺僧众及拉萨的丐帮、朗孜厦的差役以及拉萨居民们自愿组织的“拉米”团体，迎请至拉萨河边的噶玛厦园林里过节。当天，全体属于噶玛厦系统的大小神巫都会聚集到该园林内，男女神巫统统进入昏迷状态，争相发布神谕。此节日成为信众愉悦夏巧古依杰布（东方身之王）及其部将恰赤坚齐，以及他们的代言神巫的节日。
噶玛厦神巫最神圣的日子是每年藏历六月三十日，这是色拉寺雪顿节，传统上色拉寺会派出大批僧众将噶玛厦神巫迎请到色拉寺大殿前的石板广场降神，随后由噶玛厦的信徒们跳神。噶玛厦神巫会预测拉萨政教两界将要发生的各种吉兆及凶兆，然后将预言写在藏纸上，画在图案中，并用若干旗帜及物品演示。在噶玛厦神巫回噶玛厦的途中，总有一大群丐帮、朗孜厦的差役、流浪汉及许多崇拜者追随，他们喊叫、唱歌、疯闹，举着各种纸片、图案及象征着神巫预言的物品，边走边向民众展示。次日，即藏历七月初一，噶玛厦神巫的随从及信徒将这些纸片贴在拉萨的八廓街头、宇拓桥、各贵族府邸、各寺庙门口，并将那些具象征意义的旗帜及物品进行街头展示。噶玛厦神巫这种一年一度的预言，每次都轰动整个拉萨城，成为拉萨市民在各个酒馆、甜茶馆议论的热点。
藏历十月十五日，是吉祥天女白拉姆节。大昭寺的护法神殿的吉祥天女神像，由木如寺僧人背着，绕大昭寺巡游。到达甘丹塔钦时，噶玛厦神巫要在此处一边降神，一边迎接。传说，吉祥天女的女儿白巴东赞与恰赤坚齐曾为恩爱夫妻，但白巴东赞的母亲吉祥天女班丹拉姆从中干涉，迫使这对夫妻分离，一年中只有此时方能相会。白巴东赞告别噶玛厦继续前进时，噶玛厦神巫还要向前追上一段，并露出难舍难分的表情。
噶玛厦神巫降神之时，身穿刺绣战袍，肩批四片桃形锦缎披肩，胸前挂有白银铜镜，镜子上面有藏文“神”字，该字具有魔力。每次降神开始时，均会举行一个仪式，表示恰赤坚齐被迎请到神坛，进入噶玛厦神巫体内。随后，噶玛厦神巫的侍从及助手将一顶约重五、六十斤的头盔抬起，戴在噶玛厦神巫头上。该头盔以镏金黄铜制造，四周镶嵌五个金属的骷髅，象征五位凶猛的護法，头盔后面插有三面神旗，此外还有老鹰毛与野鸡毛。助手们把盔带勒紧噶玛厦神巫的下巴时，噶玛厦神巫因血脉流通受到盔带阻碍，脸部迅速红胀，此外口吐唾沫，双眼歪斜，全身抖动，断续说出话来，此即神示，需要由文书在沙盘上及时记录并传达给求神之信众。有时，噶玛厦神巫还会自法座上面跳起来，取出弓箭向各方向乱射，挥舞刀剑左右砍杀，求神者此时往往被吓得退避。实际上噶玛厦神巫并非砍杀人，也不会造成人员伤亡。清醒之后，噶玛厦神巫将会告诉大家，他砍杀的是厄运及晦气、妖魔鬼怪。
美国人约翰·麦格雷格编写、向红笳翻译的《西藏探险》中称，1661年奥地利传教士白乃心来到拉萨后，见到“上层僧俗们组成的机构，授权他们选中的一个年轻人，毫无目的地杀掉他遇到的任何一个人。这个年轻的凶手，身着五光十色的法衣，上面装饰着一面面小旗。他拿着剑，背着箭袋和弓箭在大街上随意闲逛，随心所欲地杀人，没有人进行反抗。这种致人死命的仪式是基于这样的信念，他们认为‘谁被杀死，谁就会获得永恒的幸福。’”白乃心被视为到达拉萨的首位欧洲人。他的这段描写应当是噶玛厦神巫降神时的情景，但存在重大误解。在拉萨的巫师中，只有噶玛厦、乃琼、噶东降神之时可以挥舞刀剑砍杀，但这种砍杀并不伤人，仅代表驱赶妖魔鬼怪的意思。
噶玛厦神巫降神时，通常还有信众组成的跳神团体表演由七段舞蹈组成的“噶玛厦金刚舞”。跳舞的演员都是拉萨丐帮、朗孜厦的差役、流浪汉等人员。这些演员在广场上乱跳，周围观众大呼小叫，场面热烈。
据称，过去西藏噶厦并不给一般街区的神巫授以官位。1930年代，噶厦破例封噶玛厦神巫为六品僧官。1959年拉萨骚乱后，噶玛厦神巫因涉及此次骚乱而被关入监狱多年。获释之后，他曾接受记者采访，并且娶了一位从事市场管理工作的女性为妻，过着普通拉萨市民的生活。